# Кральовичови Крачани
Кра́льовичови Крачани (словац. Kráľovičove Kračany) — село в окрузі Дунайська Стреда Трнавського краю Словаччини. Площа села 13,28 км². Станом на 31 грудня 2015 року в селі проживало 1050 жителів.

## Історія
Перші згадки про село датуються 1215 роком.

## Географія
Протікає канал Войка-Крачани

## Населення
| Рік:            | 1994. | 2004.   | 2014.   | 2024.   |
| --------------- | ----- | ------- | ------- | ------- |
| Кількість осіб: | 957   | 1036    | 1041    | 1129    |
| Різниця:        |       | +8,25 % | +0,48 % | +8,45 % |

| Рік:            | 2023. | 2024.   |
| --------------- | ----- | ------- |
| Кількість осіб: | 1127  | 1129    |
| Різниця:        |       | +0,17 % |